# Trastorn de la despersonalització
El trastorn de despersonalització és un desordre dissociatiu en el qual l'individu es veu afectat per sentiments de despersonalització. És un sentiment patològic en què l'individu sent la pèrdua de la identitat pròpia i es nota diferent, estrany o irreal. La despersonalització s'experimenta amb lucidesa i com una experiència molt desagradable. Els símptomes inclouen una sensació d'automatisme, que passa per la vida però l'individu no se’n sent part, d'ella —com en una pel·lícula o somni—; i experimenta una desconnexió subjectiva amb el cos i amb l'ambient. En resum, una dificultat per relacionar-se amb la realitat.
Moments ocasionals de despersonalització són normals, mentre que sentiments persistents o recurrents no ho són. Es converteix en un trastorn quan la dissociació és persistent i interfereix amb les funcions socials i ocupacionals necessàries per a la vida diària. Sovint, la víctima d'aquest desordre interpreta que s'està tornant boja, tot i que gairebé no arriba a passar mai. En la majoria dels casos el trastorn és causat per un perllongat abús emocional, físic o sexual. S'ha considerat que el nucli del desordre és un recurs defensiu per evitar més estimulació aversiva.
S'associa comunament el trastorn de despersonalització amb un desordre comòrbid d'ansietat severa, trastorns de pànic, depressió clínica o bé desordre bipolar. A més, el trastorn de despersonalització pot provocar ansietat, en interpretar l'individu que s'està tornant boig, la qual cosa pot exacerbar al seu torn els símptomes de despersonalització.
El sentit de la realitat es manté intacte durant els episodis.

## Causes
El desordre de despersonalització ha estat associat amb el trastorn per estrès posttraumàtic complex en la infància, particularment amb els components d'abús sexual i abús emocional. Aquest és un indici suficient per al trastorn de despersonalització i de símptomes de despersonalització. El símptoma de despersonalització és la tercera experiència psicopatològica més comuna després de l'ansietat i els sentiments de depressió clínica; i sovint succeeix després d'experiències que amenacen la vida, com ara accidents, un assalt, una malaltia o ferida seriosa. Les causes més comunes del desordre poden ser: estrès sever, depressió clínica i pànic, a més d'una ingesta alta de marihuana i al·lucinògens. (vegeu despersonalització).

## Fisiopatologia
No es té gaire coneixença, en el món de la neurobiologia, del trastorn de despersonalització; no obstant això, alguns estudis assenyalen un sentiment d'estar separat com el centre d'aquesta experiència dissociativa. Una tomografia per emissió de positrons va trobar anormalitats en l'escorça visual, auditiva i sensoriomotriu, igual que en àrees responsables d'un esquema corporal integrat. En un estudi per mitjà d'un escaneig d'imatge per ressonància magnètica funcional de pacients amb trastorn de despersonalització, imatges amb escenes aversives van activar l'escorça ventral i la prefrontal. Els participants van demostrar una resposta neural reduïda en regions sensibles a l'emoció, igual que en regions associades amb regulació emocional. En una prova similar amb memòria emocional, els pacients amb el trastorn no van processar emocionalment el material excel·lent de la mateixa forma que els membres sense el trastorn del grup control. En una prova de resposta galvànica de la pell davant estímuls desagradables, els subjectes van mostrar un mecanisme inhibitori selectiu.
El trastorn de despersonalització pot estar associat a una desregulació de l'eix hipotalàmic-hipofisiari-adrenal, l'àrea del cervell involucrada en la resposta de "lluita o fugida". Els pacients mostren nivells anormals de cortisol i d'activitat basal. Alguns estudis van trobar que pacients amb aquest trastorn podien distingir-se de pacients amb depressió clínica i trastorn per estrès posttraumàtic.

## Diagnòstic
El diagnòstic del trastorn de despersonalització pot fer-se per mitjà de diversos formats d'entrevista i escales. La Structured Clinical Interview for DSM-V Dissociative Disorders (SCID-D) és àmpliament usada en escenaris de recerca. Aquesta entrevista dura entre 30 minuts i una hora i mitja.
La Dissociative Experiences Scale (DONIS) o escala d'experiències dissociatives, és un qüestionari autoadministrat ràpid i senzill, que ha estat usat àmpliament per mesurar els símptomes dissociatius. Ha estat utilitzat en centenars d'estudis sobre fenòmens dissociatius, i pot detectar experiències de despersonalització i desrealització.
El Dissociative Disorders Interview Schedule (DDIS) és una entrevista estructurada que permet realitzar diagnòstics de DSM-V del trastorn de somatització, trastorn límit de la personalitat i trastorn depressiu major, igual que de trastorns dissociatius. Sondeja sobre símptomes positius de l'esquizofrènia, característiques secundàries del trastorn d'identitat dissociatiu, experiències extrasensorials, abús de substàncies i altres punts rellevants als trastorns dissociatius. El DDIS usualment pot administrar-se entre 30 i 40 minuts.

### Criteris DSM-V
Els criteris diagnòstics definits en la secció 300.6 del DSM-V són els següents:
- Experiències persistents o recurrents de distanciament o de ser un observador extern dels processos mentals o del cos d'un mateix (p. ex., sentir-se com si s'estigués en un somni).

- Durant l'episodi de despersonalització el sentit de la realitat roman intacte.

- La despersonalització provoca malestar clínicament significatiu o deterioració social, laboral o d'altres àrees importants de l'activitat de l'individu.

- L'episodi de despersonalització no apareix exclusivament en el transcurs d'un altre trastorn mental com l'esquizofrènia, els trastorns d'ansietat, el trastorn per estrès agut o un altre trastorn dissociatiu, i no és causa d'efectes fisiològics directes d'una substància com les drogues o fàrmacs o en una malaltia mèdica com l'epilèpsia del lòbul temporal.[13]

### Diagnòstic diferencial
Algunes condicions mèdiques i psiquiàtriques aparenten símptomes de trastorn de despersonalització. Els clínics han de diferenciar entre els següents amb la finalitat de descartar-les i establir un diagnòstic precís:
- Epilèpsia de lòbul temporal
- Esquizofrènia
- Trastorn de pànic
- Trastorn per estrès agut
- Migranya
- Abús de substàncies
- Tumor o lesió cerebral

## Epidemiologia
El trastorn de despersonalització afecta homes i dones per igual. L'edat mitjana d'inici és durant l'adolescència i a inicis de la vintena, encara que alguns reporten despersonalitzar-se tant com els ho permet la memòria, mentre que uns altres afirmen que van començar tardanament. Un estudi estima que la prevalença del trastorn de despersonalització és en un 2,4 % de la població. El començament pot ser agut o insidiós. Amb el començament agut, alguns individus recorden el moment i el lloc exactes de la seva primera experiència de despersonalització. A això pot seguir un període perllongat d'estrès sever, un esdeveniment traumàtic, un episodi d'un altre patiment mental o d'abús de substàncies. El començament insidiós pot haver començat tant com pot recordar la persona, o pot començar com a episodis més curts de menor severitat que gradualment cobren força. Aquest trastorn és episòdic al voltant d'un terç dels casos. Cada episodi pot durar hores o fins i tot dies. La despersonalització pot començar de manera episòdica i després arribar a intensitats constants o variades.

## Tractament
Diverses estratègies terapèutiques tant psicosocials com farmacològiques es proposen en el tractament del trastorn, i també diverses teràpies cognitivoconductuals i psicòtrops com la naloxona, la naltrexona, o la clomipramina. S'ha proposat combinar inhibidors selectius de la recaptació de serotonina i benzodiazepines en pacients que també presenten nivells alts d'ansietat.

## Classificació nosològica internacional
| DSM-IV: | 300.6 | Trastorn de despersonalització             |
| CIE-10: | F48.1 | Síndrome de depersonalizació-desrealizació |